# جمال محمد الظفیری
جمال محمد الظفیری (انگلیسی: Jamal Al-Dhefiri؛ زادهٔ ۸ سپتامبر ۱۹۹۲) یک ورزشکار اهل عربستان سعودی است.